# Laticauda frontalis
Espèce
Synonymes
- Platurus frontalis De Vis, 1905

Statut de conservation UICN

 NT  : Quasi menacé
Laticauda frontalis est une espèce de serpents de la famille des Elapidae. Cette espèce a été détachée du tricot rayé commun Laticauda colubrina en 2006.

## Description
Ce serpent se différencie des autres tricots rayés par sa robe aux anneaux sombres interrompus sur le ventre, à sa lèvre supérieure jaune, au dessin de sa tête et par son aire géographique.

## Répartition

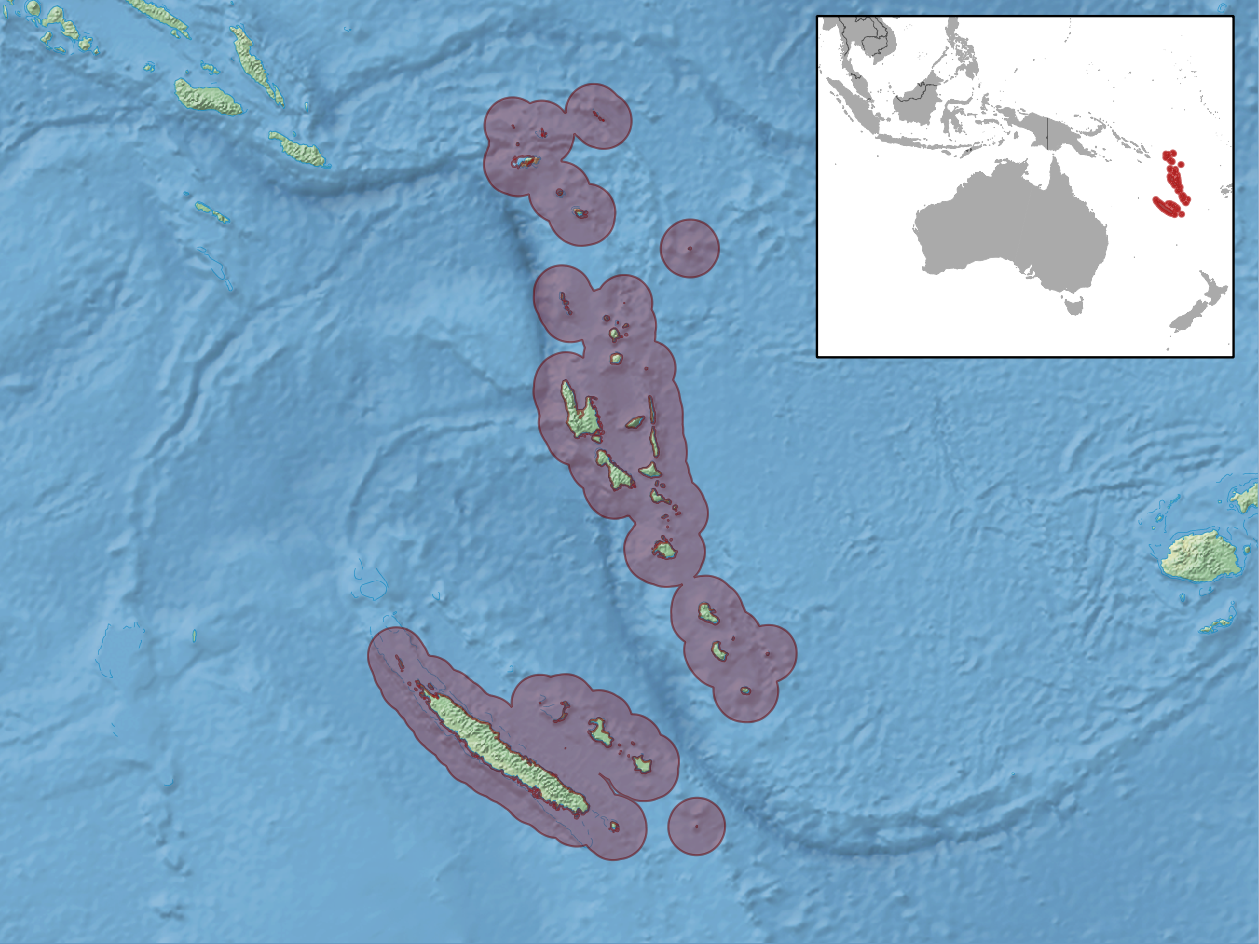
Répartition de l'espèce.

Cette espèce se rencontre au Vanuatu et aux îles Loyauté en Nouvelle-Calédonie.

## Publication originale
- De Vis, 1905 : A new genus of lizard. Annals of the Queensland Museum, vol. 6, p. 46-52.